# Lidská společnost (seriál)
Lidská společnost (v anglickém originále The Society) je americký mysteriózní dramatický televizní seriál, jehož tvůrcem je Christopher Keyser. První řada byla zveřejněna na Netflixu dne 10. května 2019. Hlavní role hrají Kathryn Newton, Gideon Adlon, Sean Berdy, Natasha Liu Bordizzo, Jacques Colimon, Olivia DeJonge, Alex Fitzalan, Kristine Froseth, Jose Julian, Alexander MacNicoll, Toby Wallace a Rachel Keller. V červenci 2019 bylo oznámeno, že seriál získal druhou řadu, která by měla mít premiéru v roce 2020. Přesto, že seriál měl mít druhou řadu, produkce byla nakonec zrušena.

## Synopse
Seriál sleduje příběh skupiny teenagerů, kteří musí založit novou komunitu a vést ji, protože zbytek obyvatel jejich města West Ham zmizel. Děj začíná ve chvíli, kdy se studenti místní střední školy vrací zpátky domů ze zrušeného školního výletu a nikoho nenacházejí. Kolem města se objevuje hustý les, okolní svět nejspíše neexistuje a nelze nikoho kontaktovat prostřednictvím internetu nebo mobilních telefonu. Teenageři tak musí přijít s vlastními plány a pravidly, aby dokázali přežít s omezeným počtem zásob.

## Obsazení

### Hlavní role
- Kathryn Newton jako Allie Pressman
- Gideon Adlon jako Becca Gelb
- Sean Berdy jako Sam Eliot
- Natasha Liu Bordizzo jako Helena
- Jacques Colimon jako Will LeClair
- Olivia DeJonge jako Elle Tomkins
- Alex Fitzalan jako Harry Bingham
- Kristine Froseth jako Kelly Aldrich
- Jose Julian jako Gordie
- Alexander MacNicoll jako Luke
- Toby Wallace jako Campbell Eliot
- Rachel Keller jako Cassandra Pressman
- Jack Mulhern jako Gareth „Grizz“ Visser

### Vedlejší role
- Spencer House jako Clark
- Emilio Garcia-Sanchez jako Jason
- Salena Qureshi jako Bean
- Olivia Nikkanen jako Gwen
- Kiara Pichardo jako Madison
- Grace Victoria Cox jako Lexie
- Naomi Oliver jako Olivia
- Kelly Rose Golden jako Marnie
- Matisse Rose jako Jessica
- Alicia Crowder jako Erika
- Benjamin Breault jako Blake
- Damon J. Gillespie jako Mickey
- Peter Donahue jako Shoe
- Seth Meriwether jako Greg Dewey
- Madeline Logan jako Gretchen
- Dante Rodrigues jako Zane

## Seznam dílů

### První řada (2019)
| Č. v seriálu | Č. v řadě | Původní název                 | Český název             | Režie             | Scénář                           | Premiéra na Netflixu |
| ------------ | --------- | ----------------------------- | ----------------------- | ----------------- | -------------------------------- | -------------------- |
| 1            | 1         | What Happened                 | Co se stalo             | Marc Webb         | Christopher Keyser               | 10. května 2019      |
| 2            | 2         | Our Town                      | Naše město              | Marc Webb         | Christopher Keyser               | 10. května 2019      |
| 3            | 3         | Childhood's End               | Konec dětství           | Tara Nicole Weyr  | Rachel Sydney Alter              | 10. května 2019      |
| 4            | 4         | Drop by Drop                  | Kapka po kapce          | Stacie Passon     | Emily Bensinger                  | 10. května 2019      |
| 5            | 5         | Putting on the Clothes        | Vše ve vlastních rukách | Haifaa Al-Mansour | Anna Fishko a Christopher Keyser | 10. května 2019      |
| 6            | 6         | Like a F-ing God or Something | Něco jako bůh           | Megan Griffiths   | Anna Fishko a Christopher Keyser | 10. května 2019      |
| 7            | 7         | Allie's Rules                 | Pravidla Allie          | Patricia Cardoso  | Woo Nguyen                       | 10. května 2019      |
| 8            | 8         | Poison                        | Jed                     | Rich Lee          | Maile Meloy                      | 10. května 2019      |
| 9            | 9         | New Names                     | Nová jména              | Brett Simon       | Anna Fishko                      | 10. května 2019      |
| 10           | 10        | How it Happnes                | Jak se to stává         | Marc Webb         | Christopher Keyser               | 10. května 2019      |

## Produkce

### Vývoj
V roce 2013 se Christopher Keyser a Marc Webb snažili prodat svůj projekt americké stanici Showtime, ta ho však odmítla. Dne 24. července 2018 bylo oznámeno, že Netflix objednal produkci první řady. Tvůrcem seriálu se stal Christopher Keyser, jenž bude na seriálu pracovat také jako scenárista a vedoucí producent, a režisérem Marc Webb. Dne 9. července 2019 bylo oznámeno, že seriál získal druhou řadu, jejíž premiéra by se měla uskutečnit v roce 2020. Přesto, že seriál měl mít druhou řadu, produkce byla nakonec zrušena.

### Casting
Během oznámení seriálu v červenci 2018 bylo potvrzeno, že se v hlavní roli objeví herečka Kathryn Newton. V listopadu 2018 se k obsazení přidali Rachel Keller, Gideon Adlon, Jacques Colimon, Olivia DeJonge, Alex Fitzalan, Kristine Froseth, Jose Julian, Natasha Liu Bordizzo, Alex MacNicoll, Jack Mulhern, Salena Qureshi, Grace Victoria Cox, Sean Berdy a Toby Wallace.

### Natáčení
Hlavní natáčení první řady trvalo od září do listopadu roku 2018 a natáčelo se ve městě Lancaster v Massachusetts.